# 메이 웨스트
메이 웨스트(Mae West, 1893년 8월 17일~1980년 11월 22일)는 미국의 배우이자 극작가, 각본가, 섹스 심벌이었다.
공연 대본을 대부분 직접 썼으며, 본인의 영화출연작 12편 중 7편의 시나리오를 썼다. 유색인종들을 출연시키기 위해 노력한 선구자이기도 하다.
당대의 많은 유명 예술가들이 웨스트를 극찬하고 영감을 받았다. F. 스콧 피츠제럴드는 "통렬한 반어법과 번뜩이는 코미디 재능을 겸비한 유일한 할리우드 여배우"라고 평했다. 휴 월폴은 찰리 채플린과 웨스트만이 "이 지루한 세상의 낡아빠진 도덕과 예절을 직설적으로 조롱하고 공격할 줄 아는" 사람들이라고 썼다.
19세기 말과 20세기 초의 복고풍을 즐겨 입었는데, 깃털 장식이 달린 모자, 몸을 감싸는 형태에 밑이 끌리는 드레스 등이 특징이다.

## 생애

### 어린시절
1893년 8월 17일 뉴욕 브루클린 부시윅(Bushwick)과 그린포인트(Greenpoint) 사이의 윌러비 애버누(Willoughby Avenue)에서 메리 제인 웨스트로 태어났다. 독일계 어머니는 과거 배우 지망생이었다. 아일랜드계 아버지는 여러 직종을 전전했는데, 그중엔 권투선수도 있었으며 갱단원들과 어울리기도 했다.
1901년 8살 때 로열 시어터(Royal Theater)의 아마추어 대회에서 베이비 메이(Baby Mae)라는 이름으로 출전해 우승하면서 공연계에 데뷔했다. 지역에서 일찍 성공을 거두면서 초등학교 4학년 때 학교를 그만 두고 일에 전념했다. 체조, 아크로바틱 등을 배웠으며 사자 조련법을 습득하기도 했다.
래그타임이 섞인 소위 깜둥이 노래들("coon songs")과 희극적인 노래(novelty songs), 조지 코핸 등 유명 공연자들 흉내내기가 특기였다. 13살에 지역 레퍼토리 극단(stock company)에 들어가 "톰 아저씨의 오두막" 등에서 아역으로 출연했는데, "리처드 3세"에서 남장을 하고 왕자 역을 맡기도 했다.

### 성인공연자
1912년 4월 플로렌즈 지그펠드가 만든 뮤지컬 코미디 "Winsome Widow"에 출연했다. 1913년엔 첫 단독 코미디 공연 "Original Brinkley Girl"을 올렸다.
웨스트는 재즈가 흑인음악이라고 천대 받던 시절부터 재즈밴드를 고용했던 첫 백인 보드빌 스타다. 또한 흑인음악과 춤을 본인의 공연에 적극적으로 도입했는데, 훗날 영화에서도 재즈, 스윙, 블루스에 기반한 노래들을 불렀다. 1918년 웨스트가 브로드웨이 스타가 되게 해준 쉬미(Shimmy)도 흑인 춤이었다. 웨스트는 레뷰 "Sometime"에서 쉬미를 선보이며 이를 빠르게 유행시켰다. 몸은 고정한 상태에서 어깨만 번갈아 앞뒤로 흔드는 이 춤은 당시 외설적으로 여겨졌다.
웨스트가 처음 저작권을 타낸 작품은 1921년의 단막극 "The Ruby Ring(루비 반지)"다. 1922년엔 애들라인 라이츠바크(Adeline Leitzbach)와 "The Hussy(제멋대로인 여자)"를 썼다.
1926년 웨스트는 대본, 연출을 맡은 첫 브로드웨이 연극 주연작 "Sex"를 올렸다. 매춘, 마약 등 금기 소재들을 한꺼번에 다룬 문제작이었다. 이어 1927년 1월 차기작 "The Drag"를 코네티컷주 브리지포트에서 시연한 뒤 뉴욕에서 올리려 했으나 동성애를 소재로 삼았다는 이유로 심사에서 허용 불가 판정을 받았다.
1927년 뉴욕악덕근절협회(NYSSV; New York Society for the Suppression of Vice)가 "Sex"를 공공외설죄로 걸고 넘어졌다. 다른 출연 배우들과 함께 경찰에 체포돼 열흘 금고형에 처해지면서 하루 아침에 전미에서 유명인사가 되었다. 웨스트는 선행 보상(good behaviour)으로 감형을 받아 이틀 일찍 출소했다.
1928년 웨스트는 "The Drag"를 살인 추리극으로 수정해 "Pleasure Man"이란 제목으로 무대에 올렸다가 56명의 출연진 전원과 함께 또 체포되었다. 다음날 웨스트는 일부 장면을 수정해 공연에 올렸는데 이번엔 아예 공연 도중에 체포되었다.
이처럼 웨스트는 당시 미국 기준으로 외설 공연을 한다는 이유로 공연장에서 끝없이 쫓겨났고 법정에 불려가는 통에 경제적으로 어려워지기도 했다. 훗날 웨스트는 성담론 해방 전쟁의 대표격인 알프레트 아들러, 앨프리드 킨지, 지그문트 프로이트, 카를 융, 해블락 엘리스(Havelock Ellis)를 두고 "그들이 장군이었을지는 모르겠지만, 최전선에 있던 건 나였다"고 말하기도 했다.
1928년 웨스트가 직접 쓰고 주연한 브로드웨이 연극 "다이아몬드 릴(Diamond Lil)"의 로열 시어터(Royale Theatre) 공연은 할리우드가 웨스트를 주목하게 만든 계기였다. 하지만 영화사 간부들은 웨스트의 작품들은 선정성 때문에 영화화가 불가능하며 특유의 무대 위 페르소나도 영화계에선 먹히지 않을 거라고 판단했고 웨스트는 영화계에서 작가로서도 배우로서도 고용되지 못했다.

### 영화배우
그러나 1932년 조지 래프트의 주선으로 래프트의 첫 주연작 <나이트 애프터 나이트>에 나오면서 영화계에 데뷔했다. 웨스트는 이미 38살이었다. 웨스트는 계약 조건으로 자신의 출연 장면 대사를 직접 다시 쓸 수 있게 허가해줄 것을 요구했다. 적절한 때에 극의 분위기를 가볍게 환기시키는 역할을 한 대사들 덕분에 적은 분량에도 불구하고 신 스틸러가 되면서 크게 주목 받았고 바로 주연으로 올라섰다.
웨스트는 자신의 희곡들을 영화로 옮기면서 헤이스 코드를 거스르지 않기 위해 성적인 내용과 대사들을 거의 다 쳐내면서 그 자리를 재치 있는 이중어구(double entendre) 대사들로 보충했다. 오늘날 옥스포드 인용구 사전(Oxford Dictionary of Quotations)엔 웨스트의 재담 9개가 수록되어있다.
1933년의 《다이아몬드 릴》과 《나는 천사가 아니다》는 신인이었던 케리 그랜트의 첫 주연작들이기도 한데, 웨스트가 스튜디오 촬영장에서 우연히 그랜트를 발견하고 자신의 연인 역으로 꽂은 덕분이었다. 기존 흥행 기록들을 깨며 제작비의 열 배 이상을 벌어들인 이 두 작품 덕분에 파산 직전이었던 제작사 파라마운트 픽처스는 기사회생했으며 그랜트도 스타가 되었다. 웨스트는 파리를 중심으로 프랑스에서도 굉장한 인기를 얻어 패션업계에 큰 영향을 미쳤다.
1934년 개봉한 《벨 오브 더 나인티스》는 리오 매캐리가 연출한 1890년대 배경의 서부극이다. 파라마운트 픽처스는 흑인 음악가들을 영화에 출연시키는 걸 꺼리고 있었는데, 웨스트의 주장 덕에 듀크 엘링턴과 밴드가 웨스트와 함께 영화에 나올 수 있었다. 엘링턴은 그해 파라마운트의 다른 영화에도 참여했다.
1935년 웨스트는 세계에서 가장 높은 출연료를 받는 여배우가 됐다. 더 나아가 미국 여성 중 가장 많이 버는 사람으로도 꼽혔다. 이제 미국에서 웨스트보다 더 많은 급료를 받는 사람은 윌리엄 랜돌프 허스트 뿐이라는 얘기까지 나왔을 정도였다.
그러나 웨스트는 1937년 헤이스 코드의 본격적 도입과 함께 부진을 겪기 시작한다. 촬영 전에 대본이 검열을 당했고, 윌리엄 랜돌프 허스트가 신문을 통해 웨스트를 상대로 보이콧을 벌인 것도 치명적이었다.
영화계에서 표현의 자유가 원천 봉쇄되자 웨스트는 쇼에만 전념하면서 다양한 영상 출연 제안들을 전부 거절했다. 그 중엔 《선셋 대로》(1950), 《여심》(1957), 페데리코 펠리니의 《영혼의 줄리에타》(1965), 콜 포터의 뮤지컬, 공중파 형사 드라마 등이 있었다.

### 1960년대 이후
검열 해방이 시작된 1960년대부터 출연작들이 다시 활발히 유통되면서 웨스트는 새롭게 유명세를 얻기 시작했다.
1966년에 로큰롤 중심의 커버 앨범 "Way Out West"를 내며 신세대적인 모습을 보여주었다. 같은 해 발매한 크리스마스 앨범 "Wild Christmas"도 로큰롤 곡들로 채워져있었다. 1972년 여든에 가까운 나이에 다시 한 번 도어스 등을 커버한 로큰롤 앨범 "Balls of Fire"를 냈다.
27년만의 영화 복귀작인 《마이라 브레킨리지》(1970)는 훗날 컬트 클래식으로 자리 잡았다. 그러나 유작 《섹스테트》(1978)는 흥행에 더 크게 실패하고 혹평만 받았다.
말년에 당뇨병, 백내장, 편집증에 시달렸다. 1980년 여름 뇌졸중으로 한동안 병원에 입원해있다가 집으로 돌아가 11월 사망했다.

## 작품 목록

### 각본
- 나는 천사가 아니다(1933)
- 벨 오브 더 나인티스(1934)
- 고잉 투 타운(1935)
- 《클론다이크 애니》 (1936)
- 고 웨스트 영 맨(1936)
- 에브리 데이스 어 홀리데이(1937)
- 마이 리틀 치커디(1940)

### 출연
- 나이트 애프터 나이트(1932)
- 다이아몬드 릴(1933)
- 나는 천사가 아니다(1933)
- 벨 오브 더 나인티(1934)
- 고잉 투 타운(1935)
- 《클론다이크 애니》 (1936)
- 고 웨스트 영 맨(1936)
- 에브리 데이스 어 홀리데이(1937)
- 마이 리틀 치커디(1940)
- The Heat's On(1943)
- 마이라 브레킨리지(1970)
- 섹스테트(1978)

## 앨범
- The Fabulous Mae West(1956)
- Way Out West(1966)
- Wild Christmas(1966)
- Great Balls of Fire(1972)